# Edward Hallett Carr
Edward Hallett Carr (London, 28. lipnja 1892. – 5. studenog 1982.),  britanski diplomat i povjesničar. 

## Djelatnost do 1936: diplomacija, komunizam,  ruska književnost
Diplomirao klasične jezike 1916. na Trinity Colledgeu u Cambridgeu.  Do 1936. radio kao službenik britanskog Ministarstva vanjskih poslova (Foreign Office). Sudjelovao je na Pariškoj mirovnoj konferenciji 1919. godine. Tijekom 1920-ih boravi kao diplomatski službenik u Rigi (SSSR). Počinje se zanimati za rusku kulturu i književnost, kao i za ideološke osnove komunističkog režima. Tijekom 1930-ih objavljuje knjige o Dostojevskom, Marxu i anarhistu Mihailu Bakunjinu.

## Od 1936. do smrti: prefesura, međunarodni odnosi, SSSR
Godine 1936. imenovan za profesora međunarodnih odnosa na Velškom sveučilištu (University of Wales) u Aberystwythu. U vrijeme Drugoga svjetskog rata bio je također pomoćni urednik The Timesa. Objavljuje knjige Dvadeset godina krize, 1919-1939 (The Twenty Years Crisis, 1919-1939) (1939.), Uvjeti mira (Conditions of Peace) (1942.) i Nacionalizam i poslije njega (Nationalism and After) (1945.). 
Nakon rata bio je profesor Balliol i Trinity Colledgea u Oxfordu sve do smrti 1982. godine. U to su vrijeme nastale njegove najpoznatije knjige o ruskoj i sovjetskoj povijesti: monumentalno djelo Povijest Sovjetske Rusije (A History of Soviet Russia) (14 svezaka objavljenih u razdoblju od 1950. do 1978.) i Ruska revolucija (The Russian Revolution) (1979., objavljena u Hrvatskoj 1984.). Njegovo je djelo izazvalo kontroverze: neki su ga britanski povjesničari dočekali s odobravanjem, dok su ga drugi proglasili Staljinovim apologetom. 

## Što je povijest?
Svoje istraživačko iskustvo znanstvenika povjesničara pretočio je u svoje najpopularnije djelo, knjižicu Što je povijest? (1961). U njoj govori o osnovnim dilemama oko metode, smisla i svrhe povijesne znanosti, o povjesničarevoj situiranosti u povijest samu, te o uzročnosti, slučajnosti i "smislu" povijesti  (filozofija povijesti). (Vidi članak Historija.)
Njegova razmišljanja i danas su aktualna. Povodom četrdesetogodišnjice izlaska te knjige, priređen je znanstveni simpozij s kojeg je objavljen zbornik: What Is History Now?.